# 北京地铁BD2型电动客车
北京地铁BD2型电动客车是北京地铁的电动客车车款之一，现在已经退出运营。

## 简介

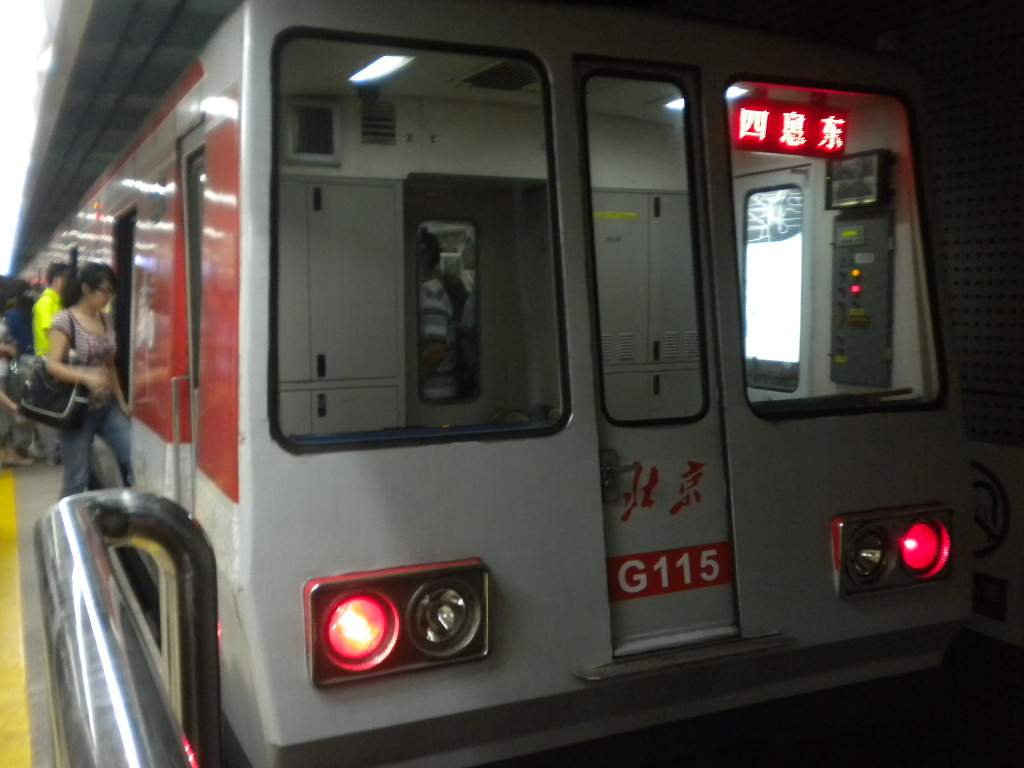
披上廣告的G115(BD2G厂修魔改车)在西单站（2010年）

BD2型一共72辆，于1994年生产，在1号线运营，每节车厢共4对车门，为内藏门，列车两端拥有紧急出口。早期外部为白色涂装，后经过在北京地铁车辆厂的翻新之后，列车变为银灰色涂装，并加装了LED走字屏。部分列车曾作为9号线的冷滑试验用车，列车在退出运营前，配属于古城车辆段。
2012年4月12日上午10时25分，最后一列编号为G124的BD2型列车缓缓驶入古城车辆段，标志着BD2型与DK20型列车一同正式退出了运营，至此北京地铁正在运营的列车全部为空调车

## 特點
在设计制造过程中，BD2吸取了二十多年来地铁车辆维修和运营的成熟经验，从整体布置到各主要系统均做出了重大改变，整体性能有了明显的提高。
与BD1型车相比，BD2型地铁电动列车采用了六辆固定编组的模式，其中间车（2、3、4、5号车厢）不再带有司机室，客室空间增大，使列车可以承载更多的乘客。
G115是唯一一列改造成BD2G的列车。

## 编组
|          | BD2 ←苹果园方向四惠东方向→ |           |           |           |           |            |
| 車廂編號 | 1                          | 2         | 3         | 4         | 5         | 6          |
| 集電靴   | 有                         | 有        | 有        | 有        | 有        | 有         |
| 形式區分 | G1XX1 (Mc)                 | G1XX2 (M) | G1XX3 (M) | G1XX4 (M) | G1XX5 (M) | G1XX6 (Mc) |
| 动力单元 | 单元1                      | 单元1     | 单元1     | 单元2     | 单元2     | 单元2      |
| 其他設備 |                            |           |           |           |           |            |
| 安裝機器 |                            |           |           |           |           |            |
| 車輛重量 |                            |           |           |           |           |            |
| 載客量   | 206人                      | 224人     | 224人     | 224人     | 224人     | 206人      |

## 车辆保存
- 一辆头车，2020年被古城车辆段翻新并被改号为4501。
- 一辆头车，保存于郑州铁路警官学院[3]。
- G1166，曾作为9号线的冷滑试验用车，保存于古城车辆段[4]。
- G1181，保存于海宁技师学院[5]。
- G1191、G1192、G1193、G1194、G1195、G1196，保存于郑州城轨中等职业学校[6]。
- G1201，保存于广州市交通职业运输学校[7]。
- G1206， 保存于广东交通职业技术学院。
- G1221、G1222，已改号为SY-001，现作为中铁电气化局冷滑实验车使用。
- G1223、G1226，保存于石家庄铁路职业技工学校[8]。
- G1231、G1232、G1233，保存于广州铁路职业技术学院[9]。
- G1235、G1236，保存于河北轨道运输职业学院[10]。
- G1241，2020年被古城车辆段翻新。
- G1242、G1243、G1244、G1246，保存于地铁文化公园[11]。
- G1251、G1256，保存于长春职业技术学校[12]。
- G1261，曾保存于四惠车辆段，于2020-2021年送往古城车辆段翻新为BD1涂装309（308？）。
- G1266，保存于四惠车辆段。
- G1264，保存于吉林铁道职业技术学院[13]。
- G1265，保存于西安铁路职业技术学院自强校区[14]。

## 资料来源
1. ↑  人民网:北京地铁“闷罐车”退役 多数老车将被拍卖 （页面存档备份，存于） 2012年4月13日查看
2. ↑  . 嗶哩嗶哩. 2020-10-12  [2021-12-19]. （原始内容存档于2021-12-19）.
3. ↑  . photo.cctv.com.   [2023-09-28]. （原始内容存档于2023-09-28）.
4. ↑  . www.bilibili.com.   [2023-09-12] （中文（简体））.
5. ↑  . zj.zjol.com.cn.   [2022-08-12]. （原始内容存档于2022-08-12）.
6. ↑  . www.chenggui.cn.   [2023-09-26]. （原始内容存档于2023-09-26）.
7. ↑  . k.sina.cn. 2018-04-03  [2022-08-12]. （原始内容存档于2022-08-12）.
8. ↑  . www.tljixiao.com.   [2022-08-12].
9. ↑  . www.sohu.com.   [2022-08-12]. （原始内容存档于2022-08-12） （英语）.
10. ↑  . www.sohu.com.   [2022-08-12]. （原始内容存档于2022-08-12） （英语）.
11. ↑  英姐游记. . baijiahao.baidu.com.   [2022-08-12].
12. ↑  . www.sohu.com.   [2022-08-12]. （原始内容存档于2022-08-12） （英语）.
13. ↑  . jwc.jtpt.cn.   [2022-08-12]. （原始内容存档于2022-08-12）.
14. ↑  . cgzs.wru.edu.cn.   [2022-08-12]. （原始内容存档于2022-08-12）.